# درة صفراء الطوق
الدُّرَّة صفراء الطوق (الاسم العلمي: Barnardius zonarius) هو ببغاء متوطن في أستراليا. باستثناء المناطق الاستوائية والمرتفعات المتطرفة، تكيف هذا النوع مع جميع الظروف. وقد اعترفت معالجَات جنس ببغاء بارنارد (الاسم العلمي: Barnardius) سابقًا بنوعين، ببغاء ميناء لينكولن (Barnardius zonarius) ودرة مالي صفراء الطوق (Barnardius barnardi)، ولكن بسبب التناسل السهل بينهما في منطقة الاتصال، عادة ما يُنظر إليهما على أنهما نوع واحد B. zonarius ذات أوصاف نُويعية. حاليًا، تُعُرِّف على أربعة نُويعات، ولكل منها نطاق مميز.
في أستراليا الغربية، تتنافس الدرة صفراء الطوق مع درة قوس قزح اللورية، وهي نوع مستقدم، على مكان التعشيش. ولحماية الدرة صفراء الطوق، تسمح السلطات في هذه المنطقة بإعدام دُرَر قوس قزح اللورية. ولكن عمومًا، الدرة صفراء الطوق ليست من الأنواع المهددة بالانقراض.